# XXV Premis de la Crítica de les Arts Escèniques
La vint-i-cinquena edició dels Premis de la Crítica de les Arts Escèniques va correspondre a l'any 2022. El lliurament dels premis va tenir lloc al Teatre Romea, el 3 d'abril de 2023. Dins dels premis de dansa s'eliminà la categoria de Millor Solo, instaurada a la II edició dels Premis de la Crítica de Dansa (any 2016) i que, des d'aleshores, s'havia atorgat de forma ininterrompuda.

## X Premi Gonzalo Pérez de Olaguer
- Joan Sellent i Arús, per la seva extensa trajectòria com a traductor i, especialment, per les seves nombroses traduccions de dramatúrgia anglesa (més d’una cinquantena de títols) amb l’obra de Shakespeare al capdavant.[3][4]

## IV Premi Maria José Ragué
- Projecte artístic comunitari de l'Antic Teatre, impulsat per Marta Galán i Montserrat Iranzo, que des del 2011 treballa amb veïns i veïnes dels barris de Sant Pere, Santa Caterina i La Ribera de Barcelona amb la voluntat d’apostar per un model de centre social i cultural arrelat en el seu entorn.[3][5]

## XXV Premis de la Crítica de Teatre
| Categoria | Persona                                                         | Obra | Autoria                                  | Direcció                                                                                       | Teatre |
| --- | --------------------------------------------------------------- | --- | ---------------------------------------- | ---------------------------------------------------------------------------------------------- | ------ |
| Millor espectacle |                                                                 | |                                          |                                                                                                |        |
| - | Animal negre tristesa                                           | Anja Hilling, amb coproducció de la Sala Beckett i el Teatro Español de Madrid. | Julio Manrique                           | Sala Beckett                                                                                   |        |
| - | Fàtima                                                          | Jordi Prat i Coll | Jordi Prat i Coll                        | Teatre Lliure (Grec 22)                                                                        |        |
| - | Una noche sin luna                                              | Juan Diego Botto, a partir de l'obra i la figura de Federico García Lorca. | Sergio Peris-Mencheta                    | TNC                                                                                            |        |
| Millor espectacle internacional |                                                                 | |                                          |                                                                                                |        |
| - | Triptych (The missing door, The lost room and The hidden floor) | Gabriela Carrizo, Franck Chartier i la companyia Peeping Tom | Gabriela Carrizo i Franck Chartier       | TNC                                                                                            |        |
| - | Catarina e a beleza de matar fascistas                          | Tiago Rodrigues i el Teatro Nacional D. Maria II de Lisboa | Tiago Rodrigues                          | Teatre Lliure                                                                                  |        |
| - | La trilogie des contes immoraux (pour Europe)                   | Phia Ménard, Jonathan Drillet, Jean-Luc Beaujault i la companyia Non Nova. | Phia Ménard i Jean-Luc Beaujault         | Mercat de les Flors (Grec 22)                                                                  |        |
| Millor espectacle de petit format |                                                                 | |                                          |                                                                                                |        |
| - | El gegant del Pi                                                | Pau Vinyals, coproducció de Cassandra Projectes Artístics, Amici Miei Produccions, el Teatre Jardí de Figueres, la Sala La Planeta de Girona i el Teatre Municipal de Banyoles.                            | Pau Vinyals i Júlia Barceló              | Teatre Tantarantana                                                                            |        |
| - | Cadires                                                         | Oriol Genís, Mont Plans i Albert Arribas, producció de Centaure Produccions i Teorema Teatre. | Albert Arribas                           | Teatre Goya                                                                                    |        |
| - | El desig del cor                                                | Caryl Churchill | Lucia Del Greco                          | Teatre Tantarantana i Sala Beckett                                                             |        |
| Millor musical |                                                                 | |                                          |                                                                                                |        |
| - | Golfus de Roma                                                  | Stephen Sondheim, Burt Shevelove i Larry Gelbart, coproducció del Grup Focus i del Festival Internacional de Teatro Clásico de Mérida                                                                      | Daniel Anglès i Xavier Mestres           | Teatre Condal                                                                                  |        |
| - | Company                                                         | Stephen Sondheim i George Furth, producció del Teatro del Soho CaixaBank de Màlaga. | Antonio Banderas i Arturo Díez-Boscovich | Teatre Apolo                                                                                   |        |
| - | Pares normals                                                   | Els Amics de les Arts, Marc Artigau i Minoria Absoluta | Sergi Belbel i Els Amics de les Arts     | Teatre Poliorama                                                                               |        |
| Premi a les noves tendències |                                                                 | |                                          |                                                                                                |        |
| - | Una imagen interior                                             | Cia. El Conde de Torrefiel, Tanya Beyeler i Pablo Gisbert | Tanya Beyeler i Pablo Gisbert            | Teatre Lliure (Grec 22) i El Canal. Centre d'Arts Escèniques Salt/Girona (Temporada Alta 2022) |        |
| - | Concrete Matter                                                 | Cia. Los Detectives (Mariona Naudin, María García Vera, Marina Colomina i Laia Cabrera), en coproducció amb l'Antic Teatre, Festival Dansa Metropolitana, La Caldera i El Graner                           | Mariona Naudin                           | Antic Teatre (Dansa Metropolitana 2022)                                                        |        |
| - | Los figurantes                                                  | Cia. Ça Marche, en coproducció amb el Teatre Lliure, Festival TNT, Centre Cultural Condeduque de Madrid i Nau Ivanow                                                                                       | Nico Jongen                              | Teatre Lliure                                                                                  |        |
| Millor direcció |                                                                 | |                                          |                                                                                                |        |
| Julio Manrique | Animal negre tristesa                                           | Anja Hilling, amb coproducció de la Sala Beckett i el Teatro Español de Madrid. | -                                        | Sala Beckett                                                                                   |        |
| Josep Maria Mestres | L'oreneta                                                       | Guillem Clua, coproducció de Grup Focus, LA Zona i Un 9 Teatre a l’Est | -                                        | La Villarroel                                                                                  |        |
| Jordi Prat i Coll | Fàtima                                                          | Jordi Prat i Coll | -                                        | Teatre Lliure (Grec 22)                                                                        |        |
| Millor actriu principal |                                                                 | |                                          |                                                                                                |        |
| Queralt Casasayas | Fàtima                                                          | Jordi Prat i Coll | Jordi Prat i Coll                        | Teatre Lliure (Grec 22)                                                                        |        |
| Míriam Iscla | Crim i càstig                                                   | Pau Carrió, a partir de la novel·la homònima de Fiódor Dostoievski. | Pau Carrió                               | Teatre Lliure                                                                                  |        |
| Laia Marull | El pes d'un cos                                                 | Victoria Szpunberg, coproducció de Velvet Events, el TNC i el Centro Dramático Nacional de Madrid. | Victoria Szpunberg                       | TNC                                                                                            |        |
| Millor actor principal |                                                                 | |                                          |                                                                                                |        |
| Pere Arquillué | El cos més bonic que s’haurà trobat mai en aquest lloc          | Josep Maria Miró | Xavier Albertí                           | Teatre Romea i Teatre de Salt (Temporada Alta 2021)                                            |        |
| Juan Diego Botto | Una noche sin luna                                              | Juan Diego Botto, a partir de l'obra i la figura de Federico García Lorca. | Sergio Peris-Mencheta                    | TNC                                                                                            |        |
| Oriol Guinart | Isadora a l’armari                                              | Marc Rosich | Marc Rosich                              | Teatre Akadèmia (Grec 22) i Sala Atrium                                                        |        |
| Millor actriu de repartiment |                                                                 | |                                          |                                                                                                |        |
| Mireia Aixalà | Amèrica                                                         | Sergi Pompermayer | Julio Manrique                           | La Villarroel                                                                                  |        |
| Mercè Arànega | Fàtima                                                          | Jordi Prat i Coll | Jordi Prat i Coll                        | Teatre Lliure (Grec 22)                                                                        |        |
| Tilda Espluga | Fàtima                                                          | Jordi Prat i Coll | Jordi Prat i Coll                        | Teatre Lliure (Grec 22)                                                                        |        |
| Millor actor de repartiment |                                                                 | |                                          |                                                                                                |        |
| Guillem Balart | Romeu i Julieta                                                 | Dramatúrgia de Joan Yago i la Cia. La Brutal, a partir de l'obra homònima de William Shakespeare. | David Selvas                             | Teatre Poliorama                                                                               |        |
| Carles Pedragosa | El pes d'un cos                                                 | Victoria Szpunberg, coproducció de Velvet Events, el TNC i el Centro Dramático Nacional de Madrid. | Victoria Szpunberg                       | TNC                                                                                            |        |
| Xavi Sáez | Al final, les visions                                           | Llàtzer Garcia | Llàtzer Garcia                           | Sala Beckett (Grec 22)                                                                         |        |
| Millor actriu de musical |                                                                 | |                                          |                                                                                                |        |
| Annabel Totusaus | Pares normals                                                   | Els Amics de les Arts, Marc Artigau i Minoria Absoluta | Sergi Belbel i Els Amics de les Arts     | Teatre Poliorama                                                                               |        |
| Anna Moliner | Company                                                         | Stephen Sondheim i George Furth, producció del Teatro del Soho CaixaBank de Màlaga. | Antonio Banderas i Arturo Díez-Boscovich | Teatre Apolo                                                                                   |        |
| Ana San Martín | Golfus de Roma                                                  | Stephen Sondheim, Burt Shevelove i Larry Gelbart, coproducció del Grup Focus i del Festival Internacional de Teatro Clásico de Mérida                                                                      | Daniel Anglès i Xavier Mestres           | Teatre Condal                                                                                  |        |
| Millor actor de musical |                                                                 | |                                          |                                                                                                |        |
| Eloi Gómez | Golfus de Roma                                                  | Stephen Sondheim, Burt Shevelove i Larry Gelbart, coproducció del Grup Focus i del Festival Internacional de Teatro Clásico de Mérida                                                                      | Daniel Anglès i Xavier Mestres           | Teatre Condal                                                                                  |        |
| Jordi Bosch | Golfus de Roma                                                  | Stephen Sondheim, Burt Shevelove i Larry Gelbart, coproducció del Grup Focus i del Festival Internacional de Teatro Clásico de Mérida                                                                      | Daniel Anglès i Xavier Mestres           | Teatre Condal                                                                                  |        |
| Enric Cambray | Pares normals                                                   | Els Amics de les Arts, Marc Artigau i Minoria Absoluta | Sergi Belbel i Els Amics de les Arts     | Teatre Poliorama                                                                               |        |
| Millor text |                                                                 | |                                          |                                                                                                |        |
| Josep Maria Miró | El cos més bonic que s’haurà trobat mai en aquest lloc          | Josep Maria Miró | Xavier Albertí                           | Teatre Romea i Teatre de Salt (Temporada Alta 2021)                                            |        |
| Jordi Prat i Coll | Fàtima                                                          | Jordi Prat i Coll | Jordi Prat i Coll                        | Teatre Lliure (Grec 22)                                                                        |        |
| Victoria Szpunberg | El pes d'un cos                                                 | Victoria Szpunberg, coproducció de Velvet Events, el TNC i el Centro Dramático Nacional de Madrid. | Victoria Szpunberg                       | TNC                                                                                            |        |
| Millor dramatúrgia o adaptació |                                                                 | |                                          |                                                                                                |        |
| Pau Carrió | Crim i càstig                                                   | Adaptació a partir de la novel·la homònima de Fiódor Dostoievski. | Pau Carrió                               | Teatre Lliure                                                                                  |        |
| Alberto Conejero | El mar: visió d’uns nens que no l’han vist mai                  | Xavier Bobés i Alberto Conejero, a partir de textos de les nenes i nens de l’escola de Bañuelos de Bureba, del seu mestre Antoni Benaiges, Patricio Redondo i Marina Garcés.                               | Xavier Bobés i Alberto Conejero          | TNC i Teatre Tarragona (FITT Noves Dramatúrgies 2022)                                          |        |
| Josep Maria Miró | Els homes i els dies                                            | Adaptació del dietari homònim de David Vilaseca. | Xavier Albertí                           | TNC                                                                                            |        |
| Millor espai escènic |                                                                 | |                                          |                                                                                                |        |
| Alejandro Andújar | Animal negre tristesa                                           | Anja Hilling, amb coproducció de la Sala Beckett i el Teatro Español de Madrid. | Julio Manrique                           | Sala Beckett                                                                                   |        |
| Frederic Amat | Yerma                                                           | Federico Garcia Lorca | Juan Carlos Martel Bayod                 | Teatre Lliure                                                                                  |        |
| Marc Salicrú | Fàtima                                                          | Jordi Prat i Coll | Jordi Prat i Coll                        | Teatre Lliure (Grec 22)                                                                        |        |
| Millor vestuari |                                                                 | |                                          |                                                                                                |        |
| Albert Pascual | Fàtima                                                          | Jordi Prat i Coll | Jordi Prat i Coll                        | Teatre Lliure (Grec 22)                                                                        |        |
| Frederic Amat i Rosa Esteva | Yerma                                                           | Federico Garcia Lorca | Juan Carlos Martel Bayod                 | Teatre Lliure                                                                                  |        |
| Montse Amenós | Golfus de Roma                                                  | Stephen Sondheim, Burt Shevelove i Larry Gelbart, coproducció del Grup Focus i del Festival Internacional de Teatro Clásico de Mérida                                                                      | Daniel Anglès i Xavier Mestres           | Teatre Condal                                                                                  |        |
| Millor il·luminació |                                                                 | |                                          |                                                                                                |        |
| Manoly Rubio García | Una imagen interior                                             | Cia. El Conde de Torrefiel, Tanya Beyeler i Pablo Gisbert | Tanya Beyeler i Pablo Gisbert            | Teatre Lliure (Grec 22) i El Canal. Centre d'Arts Escèniques Salt/Girona (Temporada Alta 2022) |        |
| Guillem Gelabert | Unes abraçades insuportablement llargues                        | Ivan Viripàiev i la Cia. La Perla 29 | Ferran Utzet                             | Biblioteca de Catalunya                                                                        |        |
| Jaume Ventura | Animal negre tristesa                                           | Anja Hilling, amb coproducció de la Sala Beckett i el Teatro Español de Madrid. | Julio Manrique                           | Sala Beckett                                                                                   |        |
| Millors eines digitals |                                                                 | |                                          |                                                                                                |        |
| Joan Rodón | Érem tres germanes                                              | José Sanchis Sinisterra a partir de Les tres germanes d’Anton Txèkhov | Raimon Molins                            | Sala Atrium                                                                                    |        |
| Desilence | Next to Normal Immersive                                        | Versió immersiva del musicla Next to Normal amb llibret i lletres de Brian Yorkey i música de Tom Kitt, coproducció de DCGlobal Entertainment S.L., Layer of Reality S.L. i el Grec Festival de Barcelona. | Simon Pittman i Tómas Mayer Wolf         | IDEAL Centre d'Arts Digitals de Barcelona (Grec 22)                                            |        |
| Francesc Isern | Animal negre tristesa                                           | Anja Hilling, amb coproducció de la Sala Beckett i el Teatro Español de Madrid. | Julio Manrique                           | Sala Beckett                                                                                   |        |
| Millor espai sonor |                                                                 | |                                          |                                                                                                |        |
| Damien Bazin | Animal negre tristesa                                           | Anja Hilling, amb coproducció de la Sala Beckett i el Teatro Español de Madrid. | Julio Manrique                           | Sala Beckett                                                                                   |        |
| Clara Aguilar | Dels intestins una soga i del cul un sac de gemecs              | Creació col·lectiva d'Íntims Produccions, David Climent, Clara Aguilar, Marc Salicrú, Joan Ros, Rita Molina i Albert Baldomà.                                                                              | David Climent i Marc Cartanyà            | Sala Beckett                                                                                   |        |
| Rebecca Praga i Uriel Ireland | Una imagen interior                                             | Cia. El Conde de Torrefiel, Tanya Beyeler i Pablo Gisbert | Tanya Beyeler i Pablo Gisbert            | Teatre Lliure (Grec 22) i El Canal. Centre d'Arts Escèniques Salt/Girona (Temporada Alta 2022) |        |
| Millor música original o adaptada |                                                                 | |                                          |                                                                                                |        |
| Carles Pedragosa, Joan Solé i Sabina Witt | El pes d'un cos                                                 | Victoria Szpunberg, coproducció de Velvet Events, el TNC i el Centro Dramático Nacional de Madrid. | Victoria Szpunberg                       | TNC                                                                                            |        |
| Els Amics de les Arts | Pares normals                                                   | Els Amics de les Arts, Marc Artigau i Minoria Absoluta | Sergi Belbel i Els Amics de les Arts     | Teatre Poliorama                                                                               |        |
| Guillem Rodríguez | Al final, les visions                                           | Llàtzer Garcia | Llàtzer Garcia                           | Sala Beckett (Grec 22)                                                                         |        |
| Premi Revelació |                                                                 | |                                          |                                                                                                |        |
| Lucia Del Greco | El desig del cor                                                | Caryl Churchill | Lucia Del Greco                          | Teatre Tantarantana i Sala Beckett                                                             |        |
| Martí Cordero i Sergi Espina | Dirrrty Boys                                                    | Gerard Guix, a partir del cas de l'assassinat de James Bulger | Àgata Casanovas                          | Teatre Akadèmia                                                                                |        |
| Daniela Fumadó | Fàtima                                                          | Jordi Prat i Coll | Jordi Prat i Coll                        | Teatre Lliure (Grec 22)                                                                        |        |
| Millor Sala |                                                                 | |                                          |                                                                                                |        |
| Sala Trono de Tarragona, pel seu vintè aniversari. |                                                                 | |                                          |                                                                                                |        |
| Jurat de Teatre |                                                                 | |                                          |                                                                                                |        |
| Rosa Badia (Cadena Ser - Al teatre amb Rosa Badia) Jordi Bordes (El Punt Avui / Recomana), Magi Camps (La Vanguardia) Carme Canet (Catalunya Ràdio – Entre Caixes), Laura Contreras Ruíz (La Xarxa - Teló de fons), Alba Cuenca Sánchez (Recomana / Entreacte), Elisa Díez (Butaques i Somnis / Recomana), Sergi Dòria (ABC), Imma Fernández (Recomana), Martí Figueras (Núvol), Santi Fondevila (Ara), Andreu Gomila (El Temps de les Arts / Time Out Barcelona), Judit Martínez Gili (Crit Cultural / Novaveu), Juan Carlos Olivares (La Vanguardia / Recomana), Ramon Oliver (La Vanguardia - Què fem? / Recomana), Oriol Osan (Núvol), Xavi Pardo (RAC1), Manuel Pérez i Muñoz (Entreacte / El Periódico), Ana Prieto Nadal (Núvol), Oriol Puig Taulé (Núvol / El País), Andreu Sotorra (Clip de Teatre) i Pep Vila (Catalunya Ràdio - L'apuntador) |                                                                 | |                                          |                                                                                                |        |

## IX Premis de la Crítica de Dansa
| Categoria | Persona | Obra | Autoria | Direcció | Teatre |
| --- | --- | --- | --- | --- | --- |
| Millor espectacle nacional de dansa | | | | | |
| - | R-A-U-X-A | Aina Alegre, amb coproducció amb el Mercat de les Flors, el Chaillot – Théâtre national de la Danse de París; l'Atelier de París CDCN; el Chorège CDCN de Falaise; el Centre Chorégraphique National d’Orléans; el NEXT Festival i La rose des vents Scène nationale de Villeneuve-d’Ascq | Aina Alegre | Mercat de les Flors | |
| - | NEST | Marie Gyselbrecht, amb coproducció de la Plataforma HOP i el Danseu Festival de Les Piles. | Marie Gyselbrecht | Estadi d'Atletisme Tussols Basil d'Olot (Sismògraf 2022) i Cal Trepat (FiraTàrrega 2022) | |
| - | Tradere | Laia Santanach, amb coproducció del Mercat de les Flors, el Ballet National de Marseille, el festival Dansa Metropolitana, la Fira Mediterrània de Manresa i el festival Dansàneu. | Laia Santanach | Mercat de les Flors (Dansa Metropolitana 2022), L'Anònima de Manresa (Fira Mediterrània 2021/22), Museu d'Història de Catalunya i Centre de Cultura Tradicional i Popular Marboleny de Les Preses (Ésdansa 2022) | |
| Millor espectacle internacional de dansa | | | | | |
| - | Any attempt will end in crushed bodies and shattered bones | Jan Martens, la plataforma coreogràfica GRIP i la companyia Dance On Ensemble, amb coproducció del DeSingel d'Anvers; el Theater Freiburg de Baden-Württemberg; el Sadler's Wells Theatre; el festival Julidans d'Amsterdam; el Festival d’Avignon; Le Gymnase CDCN de Roubaix; la Norrlandsoperan; La Bâtie – Festival de Genève; l’Association pour la Danse Contemporaine (ADC) de Ginebra; el tanzhaus nrw de Düsseldorf; Le Parvis Scène Nationale Tarbes-Pyrénéés de Tarba; el projecte La Danse en grande forme de França i la productora belga Perpodium. | Jan Martens | Mercat de les Flors (Dansa Metropolitana 2022) | |
| - | Larsen C | Christos de Papadopoulos, la companyia The Lion and the Wolf i l’Onassis Stegi d’Atenes, amb coproducció de L'Association des Centres de développement chorégraphique nationaux (A-CDCN) de França; el Théâtre de la Ville de París; Les Halles de Schaerbeek de Brussel·les; el festival Julidans d'Amsterdam; el Romaeuropa Festival de Roma; el Théâtre Jean Vilar de Vitry-sur-Seine; el Festival Aperto / Fondazione del Teatre de la Reggio Emilia i el Festival de Otoño de Madrid.                                                                        | Christos Papadopoulos | Mercat de les Flors (Dansa Metropolitana 2021) | |
| - | Through the Grapevine | Alexander Vantournhout, Emmi Väisänen, Axel Guérin, Rudi Laermans i la companyia Not Standing, amb coproducció de l'Arts Centre Vooruit de Gant; el PERPXL Festival de Marke; el CENTQUATRE de París; Les Subsistances de Lió; el Théâtre de la Ville de Luxemburg; la MA scène nationale del Pays de Montbéliard; Les Hivernales CDCN d'Avinyó; el Theater Malpertuis de Tielt; el Theater Freiburg de Baden-Württemberg; el Théâtre des Quatre Saisons de Gradignan i el Théâtre de l’Arsenal de la Val-de-Reuil.                                               | Alexander Vantournhout | Mercat de les Flors (cicle Circ d'Ara Mateix 2022) | |
| Millor ballarina | | | | | |
| Shreyasee Nag | Above | Gaston Core i Shreyasee Nag | Gaston Core | Sant Andreu Teatre | |
| Berta Pascual | Cyberexorcisme | Núria Guiu, Mauro Cyan, Berta Pascual, Francesco Palmitesta, Berta Martínez, Carlos G. Corchia, amb coproducció del Mercat de les Flors; El Graner; La Briqueterie – CDCN de Val-de-Marne; l'ICI – CCN de Montpeller i la Hessisches Staatsballett de Darmstadt. | Núria Guiu | Mercat de les Flors | |
| Julia Sanz | Meohadim | Cia. Jacob Gómez amb coproducció amb el festival Tanz Bolzano de Bolzano. | Jacob Gómez | Sant Andreu Teatre | |
| Millor ballarí | | | | | |
| Guille Vidal-Ribas | Transmissions – Conferència ballada sobre danses urbanes | Guille Vidal-Ribas i Javi Casado, amb coproducció del Mercat de les Flors, el HOP Festival i l'Associació Cultural El Generador | Guille Vidal-Ribas i Javi Casado | Xarxa de Centres Cívics de Barcelona (Barcelona Districte Cultural) | |
| Guillem Jiménez | Desbordes | Amaranta Velarde, Guillem Jiménez, Juan Cristóbal Saavedra i Roberto Fratini, amb coproducció del Mercat de les Flors i el Grec Festival de Barcelona. | Amaranta Velarde | La Caldera (Grec 2022) | |
| Kiko López | Trobades (Diàlegs Aliansat) | Kiko López i Thomas Noone | Kiko López i Thomas Noone | Sant Andreu Teatre (Festival Dansat 2022) | |
| Millor coreografia | | | | | |
| Marcos Morau | Los perros | Marcos Morau i la companyia Led Silhouette | Marcos Morau | Plaça dels Àlbers de Tàrrega (FiraTàrrega 2022) i Teatre de Salt (Temporada Alta 2022) | |
| Gaston Core | Chorus | Gaston Core i Shreyasee Nag, amb coproducció de la Sala Hiroshima i el festival Dansa Metropolitana | Gaston Core | Sant Andreu Teatre | |
| Laia Santanach | Tradere | Laia Santanach, amb coproducció del Mercat de les Flors, el Ballet National de Marseille, el festival Dansa Metropolitana, la Fira Mediterrània de Manresa i el festival Dansàneu. | Laia Santanach | Mercat de les Flors (Dansa Metropolitana 2022), L'Anònima de Manresa (Fira Mediterrània 2021/22), Museu d'Història de Catalunya i Centre de Cultura Tradicional i Popular Marboleny de Les Preses (Ésdansa 2022) | |
| Menció Especial | - Danseu Festival de Les Piles, pel seu desè aniversari. - Enemigos Íntimos, festival d’arts escèniques i improvisació de Barcelona, per visibilitzar i impulsar la improvisació escènica en cru. | - Danseu Festival de Les Piles, pel seu desè aniversari. - Enemigos Íntimos, festival d’arts escèniques i improvisació de Barcelona, per visibilitzar i impulsar la improvisació escènica en cru. | - Danseu Festival de Les Piles, pel seu desè aniversari. - Enemigos Íntimos, festival d’arts escèniques i improvisació de Barcelona, per visibilitzar i impulsar la improvisació escènica en cru. | - Danseu Festival de Les Piles, pel seu desè aniversari. - Enemigos Íntimos, festival d’arts escèniques i improvisació de Barcelona, per visibilitzar i impulsar la improvisació escènica en cru.                | - Danseu Festival de Les Piles, pel seu desè aniversari. - Enemigos Íntimos, festival d’arts escèniques i improvisació de Barcelona, per visibilitzar i impulsar la improvisació escènica en cru. |
| Jurat de Dansa | | | | | |
| Clàudia Brufau (Núvol), Sara Esteller (saraesteller.com), Oriol Puig Taulé (Núvol / El País) i Bàrbara Raubert (Recomana) i Júlia Vernet Gaudes (Núvol) | | | | | |

## IX Premis de la Crítica de Teatre Familiar
| Categoria | Persona                               | Obra | Autoria          | Direcció | Teatre |
| --- | ------------------------------------- | --- | ---------------- | --- | ------ |
| Millor espectacle familiar |                                       | |                  | |        |
| - | Miranius. L’aventura d’habitar el món | Companyia De_paper i Jordi Palet                                                                                            | Jordi Palet      | Teatre de l'Aurora d'Igualada (Mostra Igualada 2022) i Espai Els Carlins de Manresa (Fira Mediterrània de Manresa 2022) |        |
| - | Biblioteca de la curiositat infinita  | Marga Socias i Thomas Roper                                                                                                 | Marga Socias     | Cercle Mercantil d'Igualada (Mostra Igualada 2022) |        |
| - | Univers                               | Engruna Teatre (Anna Farriol, Mireia Fernàndez, Txell Felip i Júlia Santacana) en coproducció amb laSala / Festival elPetit | Mireia Fernàndez | L'Estruch de Sabadell (Festival elPetit 2021), Centre Cívic Nord d'Igualada (Mostra Igualada 2022), Poliesportiu Municipal de Tàrrega (FiraTàrrega 2022) Teatre Auditori de Granollers, Teatre-Auditori de Sant Cugat, SAT! (Festival elPetit 2022) |        |
| Jurat Familiar |                                       | |                  | |        |
| Ferran Baile (Recomana), Jordi Bordes (El Punt Avui / Recomana), Núria Cañamares (Entreacte), Dani Chicano (Proscenium), Martí Figueras (Núvol), Martí Rossell Pelfort (Novaveu) i Marc Sabater (Petit Sabadell / Petit Terrassa) |                                       | |                  | |        |

## VIII Premis de la Crítica d'Arts del Carrer
| Categoria | Persona | Obra                                                                                       | Autoria           | Direcció | Teatre |
| --- | ------- | ------------------------------------------------------------------------------------------ | ----------------- | --- | ------ |
| Millor espectacle d'arts del carrer |         |                                                                                            |                   | |        |
| - | Poi     | Cia. D'es Tro i Guillem Vizcaíno                                                           | Guillem Vizcaíno  | Pati de l'Institut d'Estudis Ilerdencs (33a Fira de Titelles de Lleida) i Plaça de les Nacions Sense Estat de Tàrrega (FiraTàrrega 2022) |        |
| - | NEST    | Marie Gyselbrecht, amb coproducció de la Plataforma HOP i el Danseu Festival de Les Piles. | Marie Gyselbrecht | Estadi d'Atletisme Tussols Basil d'Olot (Sismògraf 2022) i Cal Trepat (FiraTàrrega 2022)                                                 |        |
| - | Reverse | Johannes Bellinkx amb coproducció de C-TAKT                                                | Johannes Bellinkx | Avinguda de l'Ondara de Tàrrega (FiraTàrrega 2022)                                                                                       |        |
| Jurat Arts de Carrer |         |                                                                                            |                   | |        |
| Núria Cañamares (Entreacte), Alba Cuenca Sánchez (Recomana / Entreacte) Imma Fernández (Recomana), Gema Moraleda (Somnis de teatre), Xavi Pardo (RAC1), Manuel Pérez i Muñoz (Entreacte / El Periódico) i Oriol Puig Taulè (Núvol / El País) |         |                                                                                            |                   | |        |

## II Premis de la Crítica de Circ
| Categoria | Persona                                                             | Obra | Autoria                                                    | Direcció | Teatre |
| --- | ------------------------------------------------------------------- | --- | ---------------------------------------------------------- | --- | ------ |
| Millor espectacle de Circ |                                                                     | |                                                            | |        |
| - | La torre de Nadal                                                   | Coproducció de l'Ajuntament de Barcelona i el Gran Teatre del Liceu a partir de la música de Giacomo Puccini adaptada per Sergi Cuenca, amb dramatúrgia d'Eduard Sola i textos d'Alguer Miquel. | Lluís Danés, Sergi Cuenca, Ingrid Esperanza i Ariadna Peya | Plaça de Catalunya de Barcelona (Barcelona Festival de Nadal 2022)                                                                       |        |
| - | Poi                                                                 | Cia. D'es Tro i Guillem Vizcaíno | Guillem Vizcaíno                                           | Pati de l'Institut d'Estudis Ilerdencs (33a Fira de Titelles de Lleida) i Plaça de les Nacions Sense Estat de Tàrrega (FiraTàrrega 2022) |        |
| - | Vetus Venustas (dins del Cabaret del Festival de Circ Trapezi 2022) | Cia. Cíclicus | Leandro Mendoza                                            | Carpa de la plaça de l'alcalde Anton Borrell de Reus (Festival de Circ Trapezi 2022).                                                    |        |
| Jurat de Circ |                                                                     | |                                                            | |        |
| Marcel Barrera (Zirkòlika), Jordi Bordes (El Punt Avui / Recomana), Núria Cañamares (Entreacte), Marta Cervera (El Periódico), Imma Fernández (Recomana) i Vicent Llorca (Zirkòlika) |                                                                     | |                                                            | |        |

## VI Premi Novaveu de la Crítica Jove
| Obra | Autoria | Direcció                       | Teatre |
| --- | --- | ------------------------------ | --- |
| Un segundo bajo la arena | Col·lectiu Desasosiego (Alex Solsona, Carla Coll i Camille Latron) i el programa de Suport a la Creació de FiraTàrrega, a patir de Bodas de sangre de Federico García Lorca. | Alex Solsona i Pau Serés       | Mas de Colom - Casa Borges (FiraTàrrega 2022) i Teatre Municipal de Girona (Festival Z 2022)                      |
| DEMOCRAZY. La Transición, Borbón y cuenta nueva | Mario Rebugent, Mònica Balsells i la companyia La Saura | Mario Rebugent                 | Teatre Eòlia |
| El desig del cor | Caryl Churchill | Lucia Del Greco                | Teatre Tantarantana i Sala Beckett                                                                                |
| Sfumato (assajant per la caiguda dels contorns) | Anna Claramonte, Marc Guillén i companyia Llum de Fideu | Anna Claramonte i Marc Guillén | Parc de la Ciutadella de Barcelona (Mercè Arts de Carrer 2022) i Parc Central del Poblenou (Escena Poblenou 2022) |
| Jurat | |                                | |
| Membres del col·lectiu Novaveu: Elena Alcalde, Dolça Alcanyís, Paula Castillo, Alba Cuenca Sánchez, Àlex Grande Alonso, Tatiana González, Àlex Locubiche Vílchez, Judit Martínez Gili, Nil Martín López, Maria Pujol i Martí Rossell Pelfort. | |                                | |